# Henri Guérin
Henri Guérin (27 d'agost de 1921 - 2 d'abril de 1995) fou un futbolista i entrenador de futbol francès.

## Selecció de França
Va formar part de l'equip francès a la Copa del Món de 1966.